# Lichtstroom
De lichtstroom is een lichttechnische grootheid die het voor het menselijk oog waarneembare vermogen aan uitgestraald licht aangeeft. De eenheid waarin de lichtstroom wordt uitgedrukt is het lumen, afgekort als {\displaystyle \mathrm {lm} }. 

## Fysische achtergrond
De lichtstroom {\displaystyle \Phi } is de met de ooggevoeligheidskromme {\displaystyle V(\lambda )} van het menselijke oog en het maximum van het fotometrisch stralingsequivalent {\displaystyle K_{\mathrm {m} }} genormeerde spectrale stralingsflux:
{\displaystyle \Phi =K_{\mathrm {m} }\int _{0}^{\infty }{\frac {\mathrm {d} {\tilde {\Phi }}(\lambda )}{\mathrm {d} \lambda }}\cdot V(\lambda )\mathrm {d} \lambda },
met
{\displaystyle {\frac {\mathrm {d} {\tilde {\Phi }}(\lambda )}{\mathrm {d} \lambda }}}
de spectrale stralingsflux. Daarbij wordt met de verschillende lichtgevoeligheid, afhankelijk van dag- of nachtzicht, rekening gehouden door middel van aangepaste waarden voor de lichtgevoeligheidskromme:
- voor dagzicht, fotopische omstandigheden: {\displaystyle K_{\mathrm {m} }=683\ \mathrm {\frac {lm}{W}} }
- voor nachtzicht, scotopische omstandigheden: {\displaystyle K_{\mathrm {m} }=1699\ \mathrm {\frac {lm}{W}} }

Fotopische omstandigheden wil zeggen dat het oog geadapteerd is aan het licht: de pupil is klein, de maximale gevoeligheid ligt bij een golflengte van 555 nm (groen), kleuren worden goed waargenomen. Scotopische omstandigheden wil zeggen dat het oog aangepast is aan het donker: de pupil is groot, de maximale gevoeligheid ligt bij 505 nm (blauw-groen), kleuren worden niet of nauwelijks waargenomen.
Net als bij het begrip stralingsenergie wordt het product van lichtstroom {\displaystyle \Phi } en de tijd {\displaystyle t} waarin deze wordt uitgestraald, de lichthoeveelheid of lichtenergie {\displaystyle Q} genoemd. De eenheid is lumen × seconde:
{\displaystyle Q=\int _{0}^{T}\Phi (t)\mathrm {d} t}

## Specifieke lichtstroom of lichtrendement
De verhouding tussen lichtstroom en het ervoor benodigde vermogen wordt de specifieke lichtstroom of het lichtrendement genoemd. Dit wordt uitgedrukt in de eenheid lumen per watt. Op de verpakking van een bepaald type spaarlamp van een bekend merk staat bijvoorbeeld dat die 500 lumen levert bij een opgenomen vermogen van 8 watt. De specifieke lichtstroom is dan 500 lm/8 W = 62,5 lm/W.

## Wegwijzer lichtgrootheden en -eenheden
Hieronder volgt een lijst van lichtgrootheden en -eenheden.
| naam en symbool                                                                                        | definitie | eenheid                                           | omrekening |
| --- | --- | ------------------------------------------------- | --- |
| Lichtsterkte {\displaystyle I_{\mathrm {v} }}                                                          | {\displaystyle I={\frac {\partial \Phi }{\partial \Omega }}} | candela {\displaystyle \mathrm {cd} }             | {\displaystyle \mathrm {1\ cd=1\ {\frac {lm}{sr}}} }                                                                 |
| Lichtstroom {\displaystyle \Phi _{\mathrm {v} }}                                                       | {\displaystyle \Phi _{\mathrm {v} }=K_{\mathrm {m} }\int _{380\ \mathrm {nm} }^{780\ \mathrm {nm} }{\frac {\partial \Phi _{\mathrm {e} }(\lambda )}{\partial \lambda }}\cdot V(\lambda )\ \mathrm {d} \lambda } | lumen {\displaystyle \mathrm {lm} }               | {\displaystyle \mathrm {1\ lm=1\ sr\cdot cd} }                                                                       |
| Specifieke lichtstroom of lichtrendement {\displaystyle \eta } of {\displaystyle \Phi _{\mathrm {s} }} | {\displaystyle \eta ={\frac {\Phi }{P}}} | {\displaystyle \mathrm {lm/W} }                   | |
| Verlichtingssterkte: {\displaystyle E}                                                                 | {\displaystyle E={\frac {\partial \Phi }{\partial A}}} | lux {\displaystyle \mathrm {lx} }                 | {\displaystyle \mathrm {1\ lx=1\ {\frac {lm}{m^{2}}}=1\ {\frac {sr\cdot cd}{m^{2}}}} }                               |
| Luminantie {\displaystyle L}                                                                           | {\displaystyle L={\frac {\partial ^{2}\Phi }{\partial \Omega \cdot \partial A_{1}\cdot \cos \varepsilon _{1}}}}                                                                                                 | {\displaystyle \mathrm {\frac {cd}{m^{2}}} }      | {\displaystyle \mathrm {1\ {\frac {cd}{m^{2}}}} =\mathrm {1\ {\frac {lm}{sr\cdot m^{2}}}} }                          |
| Lichtenergie {\displaystyle Q_{\mathrm {v} }}                                                          | {\displaystyle Q_{\mathrm {v} }=\int _{0}^{T}\Phi _{\mathrm {v} }(t)\mathrm {d} t} | lumenseconde {\displaystyle \mathrm {lm\cdot s} } | |
| Ruimtehoek {\displaystyle \Omega }                                                                     | {\displaystyle \Omega ={\frac {A}{r^{2}}}} | steradiaal {\displaystyle \mathrm {sr} }          | {\displaystyle \mathrm {1\ sr=1\ {\frac {m^{2}}{m^{2}}}={\frac {\left[oppervlak\right]}{\left[straal\right]^{2}}}} } |